# Immunodyfuzja radialna
Immunodyfuzja radialna - jest to technika immunodyfuzji używana w immunologii po to, aby oznaczyć stężenie immunoglobulin lub innych białek ustrojowych przez mierzenie promienia otaczającego próbki antygenu, zaznaczonego granicą pomiędzy nim a przeciwciałem (białkiem). Polega to na tym, iż poszukiwany antygen z badanej surowicy dyfunduje radialnie w agarze zawierającym odpowiednie przeciwciało. W wyniku reakcji immunologicznej powstaje kompleks antygen-przeciwciało uwidaczniający się w postaci pierścienia precypitacyjnego. Stężenie badanego antygenu jest proporcjonalne do średnicy pierścienia (d). Odczytaną wartość d porównujemy z tabelami lub krzywą standardową dla poszczególnych białek o znanym stężeniu.